# Innovative Medicines Initiative
Het Innovative Medicines Initiative (IMI) is een Europees initiatief om de concurrentiepositie van de Europese Unie te verbeteren op het gebied van onderzoek in de farmacotherapie.
Het IMI is een gezamenlijk initiatief (publiek-private samenwerking) van het Directorate-General for Research and Innovation van de Europese Commissie (EC), met vertegenwoordiging van de Europese gemeenschap en de Europese federatie van farmaceutische industrie en verenigingen (EFPIA). IMI is opgezet als een Samenwerkend Technologisch Initiatief binnen het zevende raamwerkprogramma.
Het Innovatieve Medicijnen Initiatief is gericht op het overkomen van de knelpunten binnen de huidige ontwikkeling van geneesmiddelen. Het IMI wordt gefinancierd door de EC en de EFPIA in Brussel en heeft een budget van € 2 miljard, waarmee het de grootste biomedische publiek-private samenwerking ter wereld is.
Er is eerder kritiek geweest op de manier van financiering, waarbij universiteiten een groter deel zouden moeten investeren dan bij EU-financieringsprogramma's. Naast de non-competitieve financiële kanten van de samenwerking in IMI-projecten voor universiteiten belicht dit commentaar ook het punt van toegang tot intellectueel eigendom.
Als pilootprojecten werden in het voorgaande zesde raamwerkprogramma de onderzoeksprojecten InnoMed AddNeuroMed en InnoMed PredTox opgezet, om het samenwerkingsverband uit te proberen. Het IMI heeft al meerdere funding rounds gedaan: de eerste oproep had het onderwerp veiligheid, de tweede oproep ging over effectiviteit.